# Pouce, je passe !
Pouce, je passe ! (Thumb Fun) est un cartoon, réalisé par Robert McKimson et sorti en 1952, qui met en scène Porky Pig et Daffy Duck.